# غرانت فولتون
غرانت فولتون (بالإنجليزية: Grant Fulton)‏ هو لاعب هوكي الحقل جنوب أفريقي، ولد في 21 يونيو 1973.

## وصلات خارجية
- غرانت فولتون على موقع الاتحاد الدولي للهوكي (الإنجليزية)
- غرانت فولتون على موقع أوليمبيديا (الإنجليزية)